# Aphanocrex podarces
El calamón de Santa Elena (Aphanocrex podarces) es una especie extinta de ave gruiforme de la familia Rallidae que vivía en la isla de Santa Elena. Se extinguió a principios del siglo xvi.

## Taxonomía
La especie fue descrita por el ornitólogo estadounidense Alexander Wetmore en 1963 a partir de restos subfósiles encontrados en la bahía Próspera. Wetmore lo clasificó en el nuevo género Aphanocrex, pero en 1973 el paleontólogo estadounidense Storrs Olson consideró que la especie estaba relacionada con el rasconcillo de Tristán de Acuña y la trasladó al género Atlantisia. Sin embargo, en la actualidad se cree que ambas especies evolucionaron de forma separada y no existe una relación estrecha entre ellas, por lo tanto, se ha vuelto a clasificar en el género monotípico Aphanocrex.

## Descripción
Era un pájaro relativamente grande, alcanzando un tamaño similar al rascón weka de Nueva Zelanda (Gallirallus australis). En contraste con el weka era más delgado. El hecho de que Santa Elena estuviera libre de depredadores hasta el siglo xvi, hizo que el calamón de Santa Elena perdiera su capacidad de volar, sin embargo, aparentemente sus alas estaban mejor desarrolladas que las del rascón de Ascensión y del rasconcillo de Tristán de Acuña. Además, tenía dedos fuertes con largas garras, lo que le dio a esa especie una buena capacidad para trepar y revolotear por las empinadas paredes del valle. Se alimentaba probablemente de huevos y polluelos de varias especies de aves terrestres y pelágicas de Santa Elena y de caracoles. Al igual que otras especies que anidaban en el suelo, como la polluela de Santa Elena (Porzana astrictocarpus) y la abubilla de Santa Elena (Upupa antaios), fueron víctimas de depredadores introducidos como gatos y ratas, llevados a Santa Elena después de 1502.